# Terence Parkin
Terence Mike Parkin (* 12. April 1980 in Bulawayo, Simbabwe) ist ein südafrikanischer Schwimmer. Er gewann eine olympische Silbermedaille und zwei Silbermedaillen bei Weltmeisterschaften auf der 25-Meter-Bahn. Bei Deaflympics erschwamm er 29 Goldmedaillen.

## Sportliche Karriere
Bei den Kurzbahnweltmeisterschaften 1997 in Göteborg schied Parkin bei all seinen Starts im Vorlauf aus. Seine beste Platzierung war der zwölfte Rang mit der 4-mal-100-Meter-Lagenstaffel. Im Jahr darauf bei den Commonwealth Games 1998 in Kuala Lumpur wurde er Vierter über 200 Meter Brust, Fünfter über 400 Meter Lagen und Siebter über 200 Meter Lagen. Im April 1999 bei den Kurzbahnweltmeisterschaften in Hongkong verfehlte er über 400 Meter Lagen nur knapp das Finale, über 200 Meter Brust wurde er Siebter. Im August bei den Pan Pacific Swimming Championships in Sydney gewann Parkin die Bronzemedaille über 200 Meter Brust. Mit der 4-mal-100-Meter-Lagenstaffel belegte er den vierten Platz. Außerdem wurde er Fünfter über 400 Meter Lagen und Sechster über 200 Meter Lagen. Im September fanden in Johannesburg die Afrikaspiele 1999 statt. Parkin siegte über 200 Meter Brust, 400 Meter Lagen und mit der 4-mal-200-Meter-Freistilstaffel. Über 200 Meter Lagen wurde er Zweiter hinter seinem Landsmann Theo Verster. Schließlich wurde er Dritter über 200 Meter Freistil.
Im März 2000 fanden in Athen die Kurzbahnweltmeisterschaften 2000 statt. Über 400 Meter Lagen wurde Parkin mit über einer Sekunde Rückstand Zweiter hinter dem Finnen Jani Sievinen. Über 200 Meter Brust gewann der Russe Roman Sludnow mit neuem Weltrekord, 0,32 Sekunden nach ihm schlug Parkin als Zweiter an. Im September bei den Olympischen Spielen in Sydney schied Parkin mit der 4-mal-100-Meter-Freistilstaffel und über 100 Meter Brust im Vorlauf aus. Über 400 Meter Lagen erreichte Parkin das Finale als Vorlaufachter. Im Endlauf konnte er sich gegenüber dem Vorlauf um eine Sekunde steigern und belegte den fünften Platz. Zwei Tage später fanden die ersten beiden Runden über 200 Meter Brust statt. Parkin war Zehntschnellster im Vorlauf und Sechstschnellster im Halbfinale. Im Finale konnte er sich gegenüber dem Halbfinale noch einmal um eine Sekunde verbessern. Anderthalb Sekunden hinter dem Italiener Domenico Fioravanti und 0,23 Sekunden vor dem zweiten Italiener Davide Rummolo erreichte Parkin als Zweiter das Ziel. Über 200 Meter Lagen zog Parkin nach dem Vorlauf zurück, da er sonst am Tag des 200-Meter-Brust-Finales noch zweimal hätte antreten müssen.
2002 bei den Kurzbahnweltmeisterschaften in Moskau erreichte Parkin nur das Finale über 400 Meter Lagen. Er belegte den fünften Rang mit über einer Sekunde Rückstand auf den Viertplatzierten. Vier Monate später bei den Commonwealth Games 2002 in Manchester wurde Parkin Achter über 100 Meter Brust, Sechster über 400 Meter Lagen und Siebter über 200 Meter Lagen. Über 200 Meter Brust siegte der Australier Jim Piper mit 0,24 Sekunden Vorsprung vor Parkin. 2003 bei den Weltmeisterschaften in Barcelona erreichte Parkin kein Finale, sein bester Platz war der 15. Rang im Halbfinale über 200 Meter Brust. Bei den Olympischen Spielen 2004 in Athen schied er über 100 Meter Brust und mit der Lagenstaffel im Vorlauf aus. Über 200 Meter Brust gelang ihm der Einzug ins Halbfinale, dort schwamm er die zwölftbeste Zeit. Parkin schwamm noch bis 2009 im Weltcup, eine Endkampfplatzierung bei einer internationalen Meisterschaft in der offenen Klasse gelang ihm nicht mehr.
Terence Parkin ist von Geburt an gehörlos. Er ist mit 33 Medaillen von 1997 bis 2009 einer der erfolgreichsten Sportler bei den Deaflympics. Die Medaillen teilen sich auf in 29 Gold- und 3 Silbermedaillen als Schwimmer, sowie eine Bronzemedaille als Radsportler. Charlène von Monaco, die als Schwimmerin zusammen mit Parkin in der südafrikanischen Olympiamannschaft 2000 antrat, ernannte Parkin 2017 zum Botschafter ihrer Stiftung.